# Ропа (притока Вислоки)
Ро́па (пол. Ropa (dopływ Wisłoki)) — гірська річка в Польщі, у Горлицькому й Ясельському повітах Малопольського й Підкарпатського воєводства на Лемківщині. Ліва притока Вислоки, (басейн Балтійського моря).

## Опис
Довжина річки 78,7 км, площа басейну водозбору 974,1  км², падіння річки 560  м, похил річки 7,12  м/км, відстань між витоком і гирлом — 37,64  км, коефіцієнт звивистості річки — 2,09 . Формується притоками, багатьма безіменними струмками та часткова каналізована. Річка тече у Бескидах Низьких.

## Розташування
Бере початок на південній стороні від села Регетів на висоті 790 м над рівнем моря (гміна Устя-Горлицька). Спочатку тече переважно на південний захід, потім на північний захід через Бліхнарку, Висову-Здруй, Ганчову, Устє-Руське, Климківку, Лося, Ропа. Далі повертає на північний схід, тече через Шимбарк, Ропицю-Польську, Горлиці, Кленчани, Корчина, Беч, Пшисекі і на висоті 230 м над рівнем моря у місті Ясло впадає у річку Вислоку, праву притоку Вісли.

## Притоки
- Здиня, Пшислоп'янка, Білянка, Сенкувка, Кобилянка, Лібушанка, Кобилянка, Беднарка, Сенкувка (праві); Бистшанка, Стружувка, Мощанка, Стшешинянка, Ситничанка, Млинувка (ліві).

## Цікаві факти
- Між селами Устє-Руське та Климківка на річці розташоване водосховище (озеро Клисківське)[3].
- Навколо річки пролягають туристичні шляхи, яки на мапі туристичній значаться жовтими, зеленими, синіми, червоними та чорними кольороми[3].

## Галерея

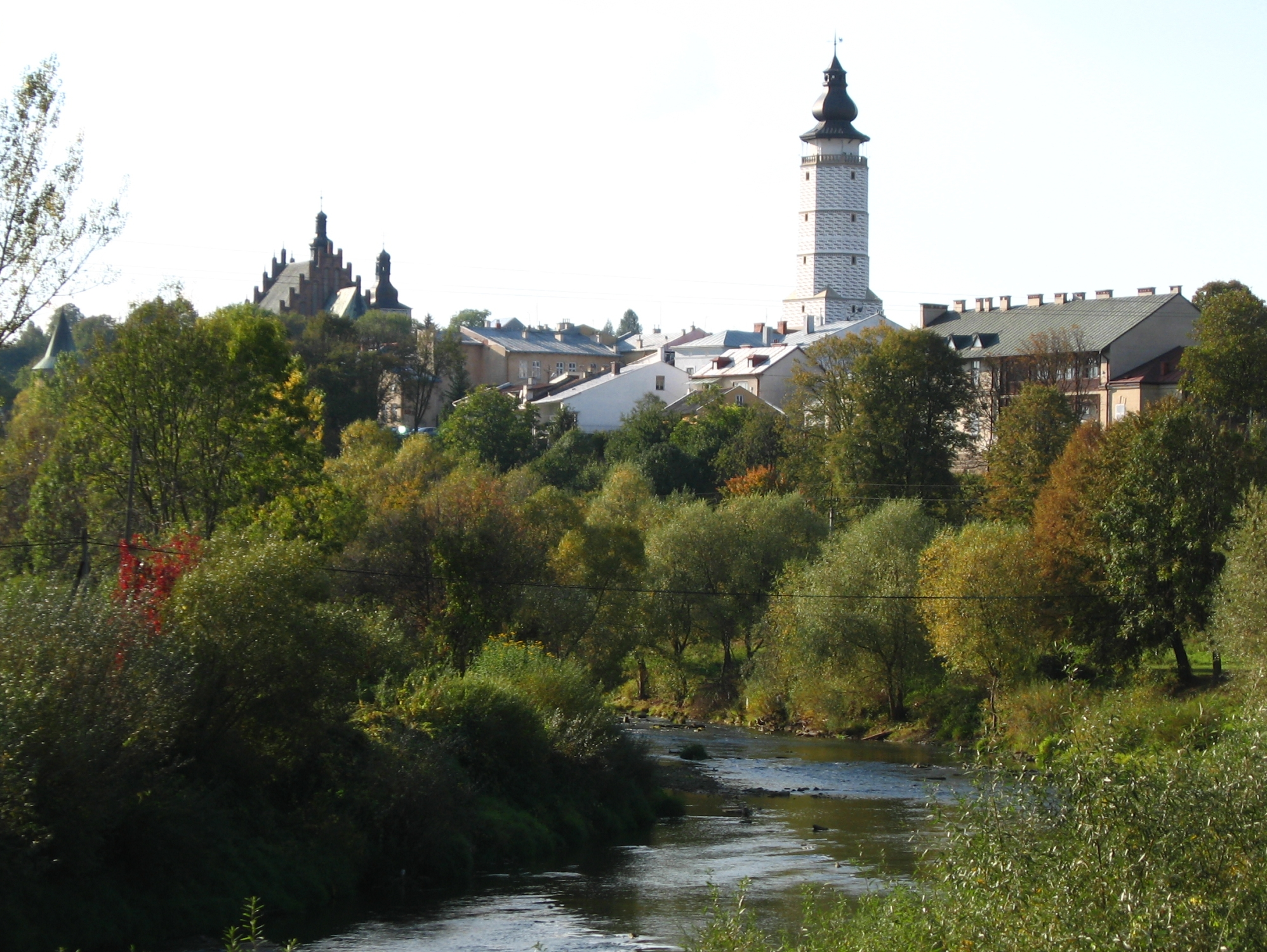
Пам'ятники міста Беча
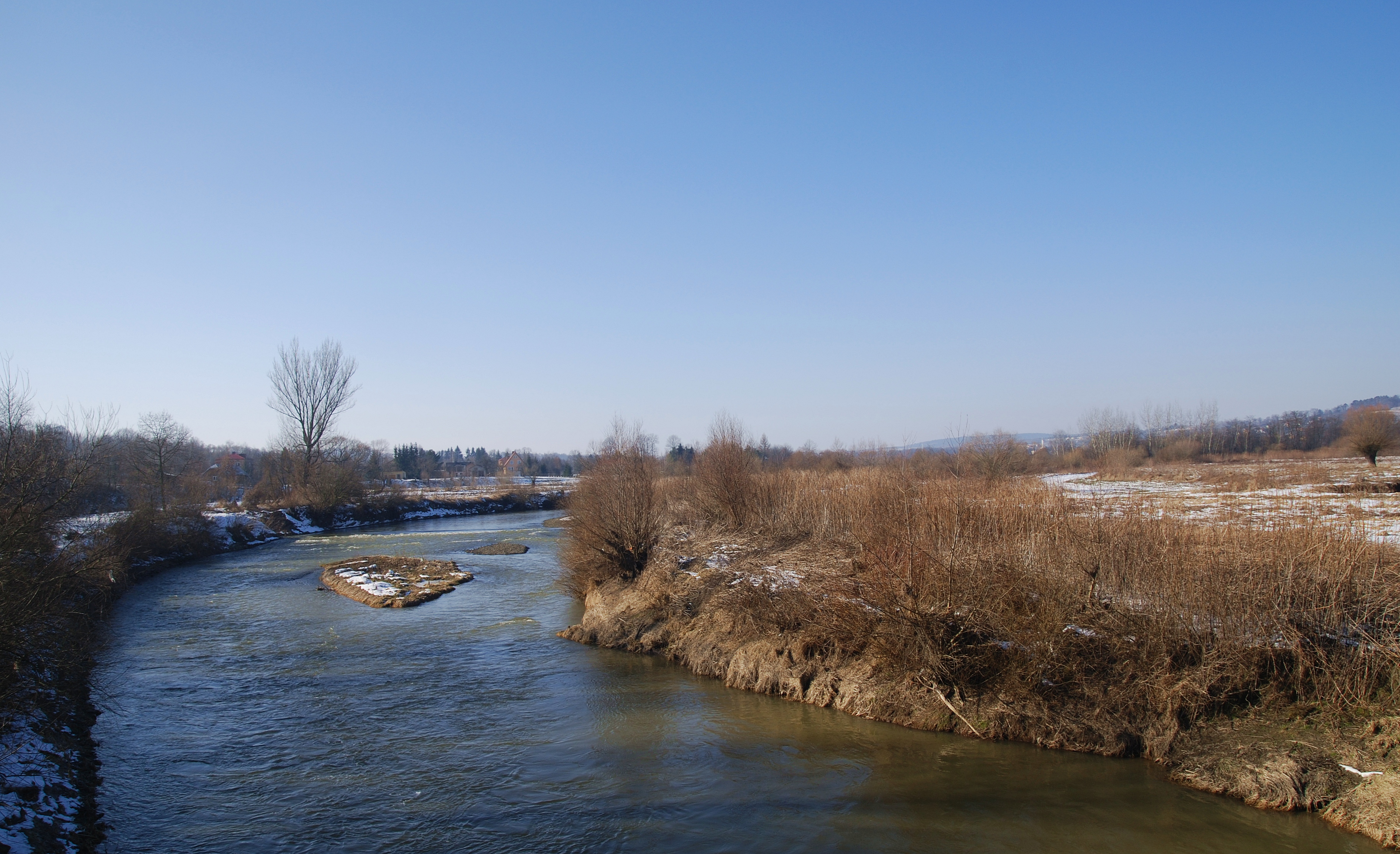
Село Пшисекі, річка Ропа
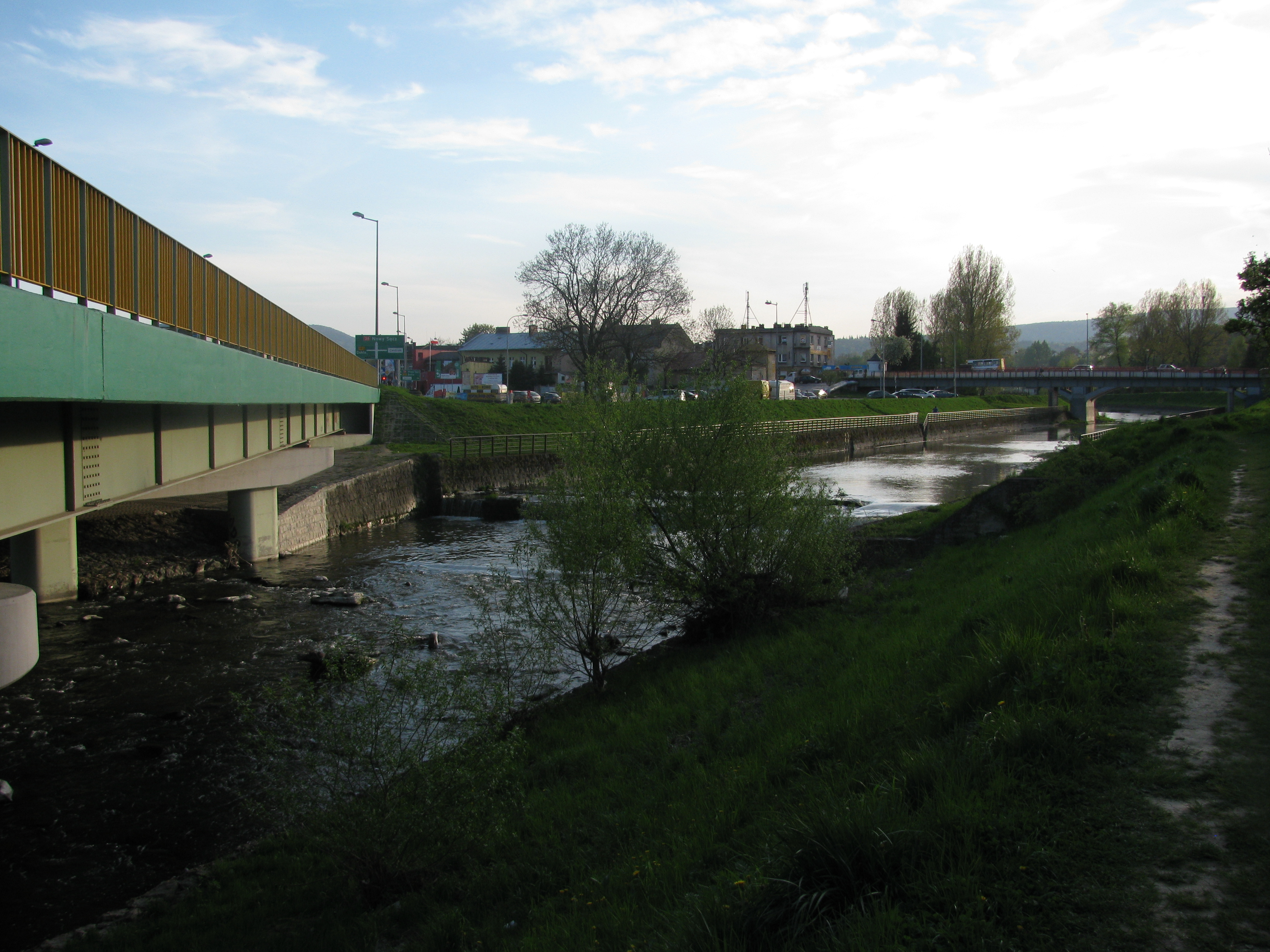
Річка Ропа у місті Горлиця
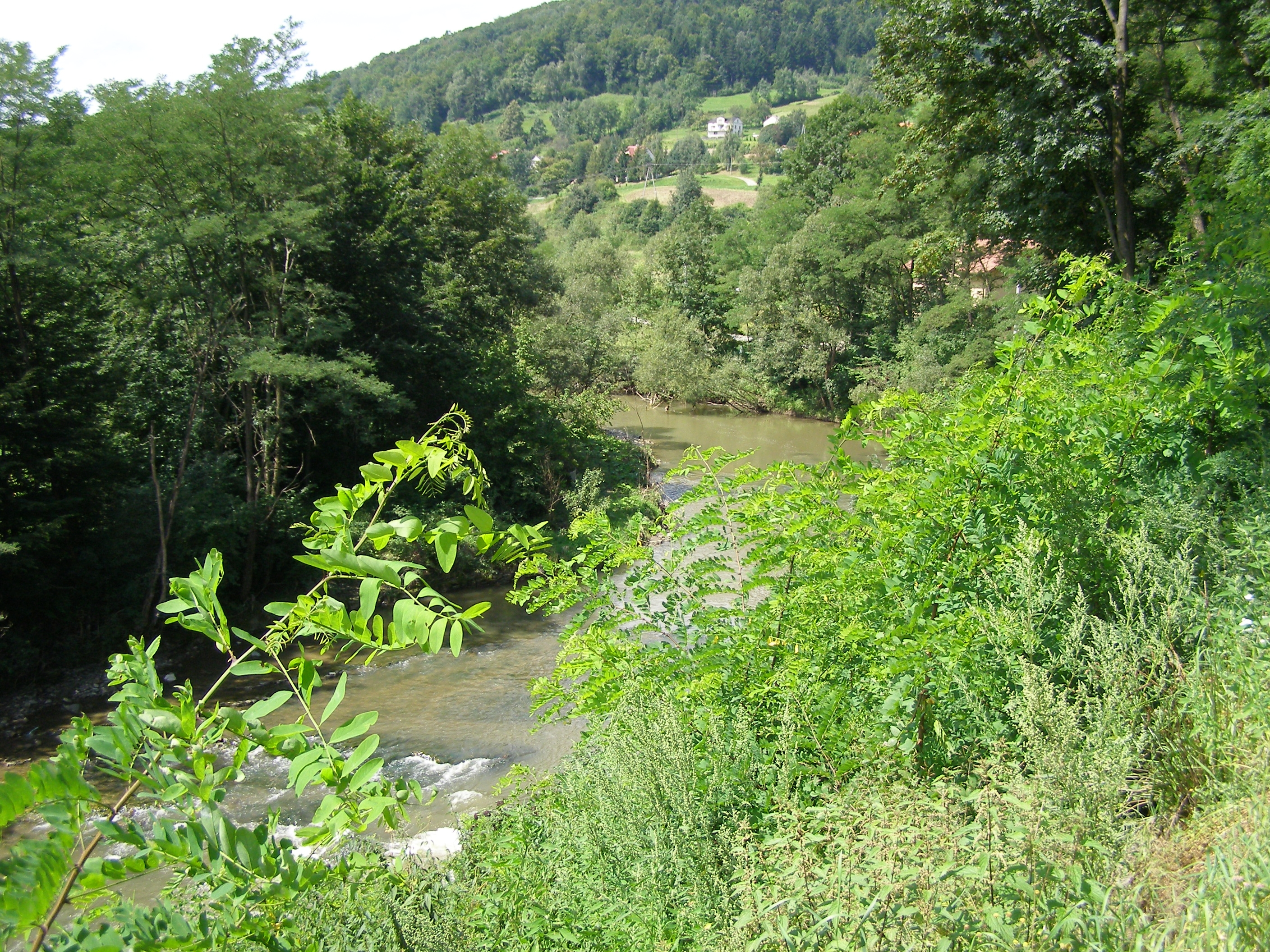
Село Шимбарк, річка Ропа
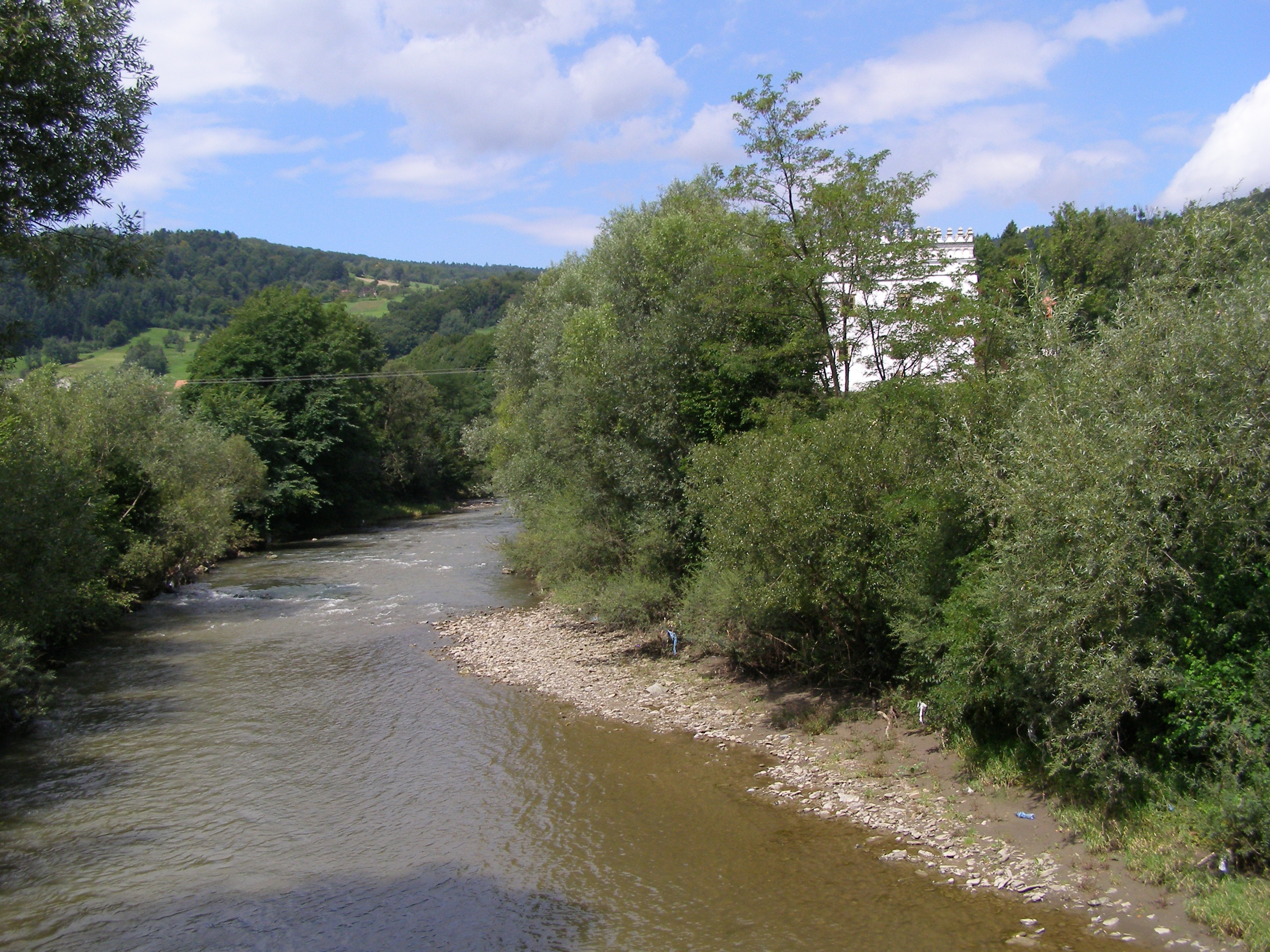
Село Шимбарк, річка Ропа